# Coupe de l'IHF masculine 1989-1990
Navigation
Coupe de l'IHF 1988-1989 Coupe de l'IHF 1990-1991
La Coupe de l'IHF 1989-1990 est la 9e édition de la Coupe de l'IHF, aujourd'hui appelée Ligue européenne.
Organisée par la Fédération internationale de handball (IHF), la compétition est ouverte à 27 clubs masculins de handball de fédérations européennes membres de l'IHF. Ces clubs sont qualifiés en fonction de leurs résultats dans leur pays d'origine lors de la saison 1988-1989.
Elle est remportée par le club soviétique du SKIF Krasnodar, vainqueur en finale du club yougoslave du RK Proleter Zrenjanin.

## Présentation
En principe, les clubs vainqueurs de leur championnat national participent à la Coupe des clubs champions (C1) et ceux vainqueurs de leur coupe nationale participent à la Coupe des vainqueurs de coupe (C2).
Les clubs qui participent à cette compétition sont donc généralement ceux ayant terminé deuxième ou troisième de leur championnat national ou éventuellement les finalistes de leur coupe nationale.
Toutes les rencontres se déroulent en matchs aller-retour.
Cinq clubs sont exemptés du tour préliminaire, en lien avec l'édition précédente : 
- le TuRu Düsseldorf, en tant que vainqueur,
- le SC Magdebourg, du fait de la présence en finale de l'ASKV Francfort/Oder,
- le SKIF Krasnodar, du fait de sa présence en demi-finale,
- le CD Cajamadrid, du fait de sa présence en demi-finale,
- le Dinamo Bucarest, peut-être du fait de l'élimination en quart de finale du Politehnica Timișoara par le futur vainqueur, le TuRu Düsseldorf.

## Résultats

### Tour préliminaire
Les résultats du tour préliminaire sont :
| Équipe 1               | Score   | Équipe 2               | Aller | Retour |
| ---------------------- | ------- | ---------------------- | ----- | ------ |
| THW Kiel               | 65 – 33 | Kvantum Blauw-Wit Beek | 33-15 | 32-18  |
| CHEV Handball Diekirch | 39 – 63 | IK Sävehof             | 20-29 | 19-34  |
| Halkbank Ankara        | 41 – 45 | HC Bruck               | 25-22 | 16-23  |
| BSV Berne              | 54 – 44 | FC Porto               | 26-23 | 28-21  |
| Balkan Lovech          | 43 – 54 | RK Proleter Zrenjanin  | 27-21 | 16-33  |
| Dukla Prague           | 60 – 45 | Banyasz Tatabánya      | 38-25 | 22-20  |
| Helvetia Areana        | 74 – 43 | Philips College        | 40-20 | 34-23  |
| GOG Gudme              | 65 – 43 | Helsinki IFK           | 32-22 | 33-21  |
| Urædd Porsgrunn        | 46 – 44 | KR Reykjavik           | 26-22 | 20-22  |
| Hapoël Ramat Gan       | 41 – 50 | Cividin Trieste        | 20-20 | 21-30  |
| USM Gagny              | 58 – 42 | Initia Hasselt         | 29-23 | 29-19  |

Les buteurs de l'USM Gagny sont :
- Match aller : Gardent (6), Cochery (6), Auxenfans (4), Cailleaux (3), Grahovac (3, dont 1 pen.), N'Doumbé (2), Perreux (2), Barthélémy (2), Basneville (1 pen.).
- Match retour : Gardent (4), Cochery (3), Auxenfans (3), Cailleaux (3), Grahovac (8), Perreux (6), Barthélémy (1), Sanogo (1).

### Huitièmes de finale
Les huitièmes de finale se sont déroulés du 3 au 12 novembre :
| Équipe 1              | Score   | Équipe 2        | Aller | Retour |
| --------------------- | ------- | --------------- | ----- | ------ |
| TuRu Düsseldorf       | 37 – 40 | SKIF Krasnodar  | 22-22 | 15-18  |
| IK Sävehof            | 41 – 43 | GOG Gudme       | 20-18 | 21-25  |
| BSV Berne             | 40 – 52 | CD Cajamadrid   | 15-24 | 25-28  |
| THW Kiel              | 61 – 39 | Cividin Trieste | 31-18 | 30-21  |
| USM Gagny             | 47 – 43 | Urædd Porsgrunn | 19-17 | 28-26  |
| RK Proleter Zrenjanin | 50 – 42 | HC Bruck        | 26-17 | 24-25  |
| SC Magdebourg         | 67 – 25 | Helvetia Areana | 37-12 | 30-13  |
| Dukla Prague          | 48 – 45 | Dinamo Bucarest | 27-18 | 21-27  |

### Quarts de finale
Les quarts de finale se sont déroulés du 18 au 25 mars 1990. Les résultats sont :
| Équipe 1      | Score   | Équipe 2              | Aller | Retour |
| ------------- | ------- | --------------------- | ----- | ------ |
| GOG Gudme     | 32 – 48 | SKIF Krasnodar        | 19-24 | 13-24  |
| CD Cajamadrid | 49 – 45 | THW Kiel              | 25-20 | 24-25  |
| USM Gagny     | 49 – 52 | RK Proleter Zrenjanin | 27-27 | 22-25  |
| Dukla Prague  | 40 – 39 | SC Magdebourg         | 25-20 | 15-19  |

Les buteurs de l'USM Gagny sont
- Aller : Cochery (8), Grahovac (7, dont 1 pen.), N'Doumbé (5), Perreux (4), Auxenfans (2, dont 1 pen.), Gardent (1).
- Retour : Auxenfans (6), Grahovac (5), Cailleaux (4, dont 1 pen,), Cochery (3), Perreux (2), Gardent (2).

### Demi-finales
Les demi-finales se sont déroulés du 21 au 28 avril 1990. Les résultats sont  :
| Équipe 1      | Score    | Équipe 2              | Aller | Retour |
| ------------- | -------- | --------------------- | ----- | ------ |
| CD Cajamadrid | 45 – 51  | SKIF Krasnodar        | 23-21 | 22-30  |
| Dukla Prague  | 40 – 40E | RK Proleter Zrenjanin | 26-20 | 14-20  |

E : qualifié selon la règle du nombre de buts marqués à l'extérieur.

### Finale
Les finales se sont déroulés le 24 et le 29 mai 1990 :
| Équipe 1       | Score   | Équipe 2              | Aller | Retour |
| -------------- | ------- | --------------------- | ----- | ------ |
| SKIF Krasnodar | 44 – 31 | RK Proleter Zrenjanin | 29-13 | 15-18  |